# Samorog (mitologija)
Ta stran opisuje mitološko žival. Za ostale pomene glej Samorog (razločitev).
Samorog je mitološka žival, upodobljena kot konj z enim samim, napogosteje v spiralo oblikovanim rogom na čelu (iz tega tudi izvira angeško poimenovanje »unicorn«, vzeto iz latinskih besed za eden »unus« in rog »cornus«). V mitologiji naj bi samorog imel tudi kri s čarobnimi zdravilnimi lastnostmi, čudodelne sposobnosti pa pripisujejo tudi njegovemu rogu. Po ljudski legendi naj bi njegovo divjo naravo lahko ukrotila le devica.

## Izvori
- Elasmotherium. Ena mnogih možnih razlag je, da ideja samoroga izvira od velikega nosoroga (elasmotherium), izumrlega evrazijskega velikana, ki je meril 2 metra v višino in 6 metrov v dolžino. Znanstveniki predvidevajo, da je morda ta žival preživela dovolj dolgo, da ga je v ustnem izročilu ohranilo severno rusko ljudstvo Evenk. Njihove legende namreč pripovedujejo o obstoju velikega poraščenega bika z rogom v čelu.

- Mutirana udomačena koza. Čeprav so primeri naravne mutacije domačih koz skoraj popolnoma neverjetni, je zaradi določenih genskih dejavnikov teoretično možno, da bi ločena rogova koz zrasla skupaj in tvorila enega samega sredi čela, iz tega pa bi se rodila legenda.

## Upodobitve
Samorog je bil pogosto upodobljen na določenih pečatih in grbih ter je bil zaščitni znak mnogih mest, rodbin in je tudi igral pomembno vlogo v legendah in pripovedništvu. Tudi v Svetem pismu naj bi se omenjala samorogu podobna žival. 
Danes je samorog upodabljan predvsem kot pravljično bitje, ki ima lahko poleg roga tudi krila in čarobne moči. Postal je zaščitni znak mnogih komercialnih izdelkov in podjetij, pojavlja se v industriji igrač, animiranih filmov in v računalniških igrah.

## Queer kultura
Samorog je domišljijska žival, ki živi v svetu mitov in legend. Queer ljudje, katerih obstoj briše črte med družbenimi normami moškosti in ženskami, morda čutijo, da ne spadajo povsem v ta svet. S tem je mogoče razlagati njihovo zanimanje za mitična bitja, kot so samorogi, morske deklice in vile. Nekateri menijo, da je zaradi fluidnosti spolov samorog primeren simbol skupnosti LGBT. V antičnih mitih so samoroga upodabljali kot moškega, v sodobnih časih pa ga upodabljajo kot žensko bitje. 